# Metriocnemus parcepilosus
Metriocnemus parcepilosus är en tvåvingeart som först beskrevs av Jean-Jacques Kieffer 1915.  Metriocnemus parcepilosus ingår i släktet Metriocnemus och familjen fjädermyggor. Inga underarter finns listade i Catalogue of Life.